# Liste der Kulturdenkmäler in Niedermohr
In der Liste der Kulturdenkmäler in Niedermohr sind alle Kulturdenkmäler der rheinland-pfälzischen Ortsgemeinde Niedermohr einschließlich der Ortsteile Kirchmohr und Schrollbach aufgeführt. Im Ortsteil Reuschbach sind kein Kulturdenkmäler ausgewiesen. Grundlage ist die Denkmalliste des Landes Rheinland-Pfalz (Stand: 21. Juli 2023).

## Einzeldenkmäler
| Bezeichnung                       | Lage                                                               | Baujahr         | Beschreibung | Bild            |
| --------------------------------- | ------------------------------------------------------------------ | --------------- | --- | --------------- |
| Katholische Pfarrkirche St. Georg | Kirchmohr, Nr. 3 Lage                                              | 14. Jahrhundert | später Heimatstilbau, spätgotischer Chor, wohl aus dem 14. Jahrhundert, Südturm im Unterbau romanisch, sonst von 1911 bis 1915, Architekt Rudolf von Perignon, wohl mit Bauteilen von 1765 | Fotos hochladen |
| Hofanlage                         | Kirchmohr, Nr. 7 Lage                                              | 1812            | klassizistische Einfirstanlage, Krüppelwalmdachbau, bezeichnet 1812 | BW              |
| Skulptur                          | Niedermohr, Friedhofstraße, auf dem Friedhof Lage                  | um 1900         | Christusfigur, galvanoplastisch, um 1900 | BW              |
| Wohnhaus                          | Niedermohr, Friedhofstraße 9 Lage                                  | 1823            | ehemalige Schule; langgestreckter barocker Krüppelwalmdachbau, 1823 | BW              |
| Hofanlage                         | Niedermohr, Hauptstraße 25 Lage                                    | 1854            | Hakenhof; eingeschossiger spätklassizistischer Krüppelwalmdachbau, bezeichnet 1854, Doppelscheune                                                                                          | BW              |
| Hofanlage                         | Niedermohr, Luitpoltstraße 4 Lage                                  | 1738            | barocke Einfirstanlage, teilweise Fachwerk, bezeichnet 1738 | BW              |
| Mühle                             | Schrollbach, Katzenbacher Straße 4 Lage                            | 19. Jahrhundert | Hakenhof; spätklassizistisches Wohnhaus und Mühlengebäude aus dem 19. Jahrhundert, Lagergebäude wohl aus der ersten Hälfte des 20. Jahrhunderts, wasserbauliche Anlagen                    | BW              |
| Bürgerhaus                        | Schrollbach, Katzenbacher Straße 22 Lage                           | 1822            | ehemaliges Schulhaus mit Lehrerwohnung; klassizistischer Putzbau, bezeichnet 1822 | BW              |
| Friedhofskreuz                    | Schrollbach, Katzenbacher Straße, bei Nr. 54 auf dem Friedhof Lage | 1899            | Friedhofskreuz, bezeichnet 1899 | BW              |
| Kriegerdenkmal                    | Schrollbach, nördlich des Ortes am Sportplatz Lage                 | 1920er Jahre    | Kriegerdenkmal 1914/18, Expressionismus, 1920er Jahre | BW              |